# SystemRescue
SystemRescue  est un système d'exploitation libre, conçu pour être utilisé sans installation sous forme de live CD ou live USB afin de permettre l'administration, la restauration ou la réparation d'un système déjà installé sur un PC de bureau, un portable ou un serveur informatique.

## Présentation
SystemRescue est basé sur la distribution GNU/Linux Arch. C'est un système complet dont l'originalité est de fournir un ensemble d'outils dédiés à l'administration système et couvrant tous les besoins pour diagnostiquer et faire face aux défauts ou défaillances d'un système installé. Pour cela, seul le choix du démarrage sur support amovible est requis sur le PC concerné, par exemple : lecteur CD ou port USB.
Les outils systèmes les plus importants sont disponibles. Il est ainsi possible de modifier le partitionnement des disques durs, de sauvegarder les données ou le système, de réparer le système de fichiers et récupérer des données perdues, ou encore de réactiver le gestionnaire d'amorçage.
La distribution offre un support du réseau complet avec notamment Samba (réseaux Microsoft) et NFS (réseaux Unix). 

## Caractéristiques techniques
Cette distribution donne accès par défaut à un mode console utile pour la plupart des besoins mais réservé aux utilisateurs expérimentés. Un mode graphique peut être choisi au démarrage ou lancé par la commande wizard afin d'accéder par exemple à un navigateur web ou à l'outil de partitionnement graphique GParted. Ces deux modes de démarrage complétés par d'autres options ou d'autres choix permettent de couvrir les besoins et capacités de la plupart des machines, de la plus faiblement dotée en mémoire ou puissance, à la plus récente disponible sur le marché.
Les mal voyants peuvent également utiliser cet outil grâce au logiciel SpeakUp, un lecteur d'écran qui retranscrit par synthèse vocale ce qui s'affiche à l'écran (en ligne de commande uniquement).

## Logiciels système inclus
- GParted est un clone de Partition Magic ou de Acronis Disk Director pour Linux.
- GNU Parted est le principal outil de gestion des partitions sous Linux en mode texte.
- Partimage (en) est une alternative à Ghost, Drive-image ou Acronis True Image.
- FSArchiver (en) est un autre logiciel de sauvegarde / restauration de systèmes de fichiers.
- Outils des systèmes de fichiers (e2fsprogs, reiserfsprogs, reiser4progs, xfsprogs, jfsutils, ntfsprogs, dosfstools): ils permettent de formater, redimensionner, déplacer, réparer les partitions du disque selon leur système, sans perte de donnée.
- Ntfs-3g : permet d'accéder en lecture/écriture aux partitions NTFS de Windows sans aucune limite (contrairement aux anciennes versions)
- SfDisk permet de sauvegarder et de restaurer la table des partitions.
- TestDisk outil pour trouver les partitions effacées et les restaurer. Il supporte reiserFS, NTFS, FAT32, ext2, ext3, et d'autres systèmes.
- Outils réseau : Samba, NFS, ping, nslookup ...
- XFCE l'environnement graphique (commande wizard pour le lancer).
- Midori, le navigateur web  qui remplace Firefox depuis la version 2.5.0.

Ce kit propose aussi les outils de base indispensables, comme des éditeurs de texte (Nano et Vim), Midnight Commander pour parcourir et éditer les fichiers facilement, et des logiciels d'analyse ou de configuration réseau. 
Les noyaux proposés au démarrage sont compilés de façon à supporter la plupart des matériels utilisés. 
Une documentation en ligne présente et explique rapidement les principaux logiciels, ainsi que les options proposées .